# 18013 Шедлецкі
18013 Шедлецкі (18013 Shedletsky) — астероїд головного поясу, відкритий 13 травня 1999 року.
Тіссеранів параметр щодо Юпітера — 3,321.